# Heinrich Koulen
 (décembre 2014).
Si vous disposez d'ouvrages ou d'articles de référence ou si vous connaissez des sites web de qualité traitant du thème abordé ici, merci de compléter l'article en donnant les références utiles à sa vérifiabilité et en les liant à la section « Notes et références ».
Heinrich Koulen, né le 23 juin 1845 à Waldfeucht et mort le 14 mars 1919 à Augsbourg) est un facteur d'orgue allemand qui a construit de 1871 à 1921 plus de 200 orgues en Alsace et dans le sud de l'Allemagne.

## Biographie
Après un apprentissage dans la manufacture d'orgues de son père Wilhelm Koulen (1801-1885), Heinrich part à Paris se perfectionner auprès de Joseph Merklin.
En 1871-1872, il fonde sa propre manufacture à Strasbourg, puis ouvre en 1891 une filiale à Oppenau qui devient en 1895 le siège social de son entreprise.
Son dernier chantier en Alsace a été la transformation de l'orgue Silbermann de la cathédrale de Strasbourg, achevé en 1897.
Après la construction du grand orgue de la basilique Saint-Ulrich-et-Sainte-Afre d'Augsbourg en 1903, il ouvre en 1905 une filiale dans cette ville.